# Mr. (アーティスト)
Mr.（みすたー、1969年9月21日 - ）は、日本の画家、現代美術家。兵庫県出身。創形美術学校卒業。現在は埼玉県志木市を拠点として活動する。

## 概要
萌え文化を反映した美少女の絵を現代美術として、デジタルではなくアナログの手法で描く。その作品は世界中で高く評価されており、フランス、アメリカ、イギリス、エルサレム、香港、韓国などで展示会を開いた。2014年にはファレル・ウィリアムスの楽曲のPVを手掛ける。2016年にはグッチとコラボレーションし、銀座で「GUCCI GARDEN ROOM」を制作した。
高校時代はアニメに興味を持ちながら、ヤンキーとして過ごす。1996年創生美術学校時代に村上隆に弟子入りし、以降カイカイキキに所属。

## 作品
2011年ニューヨークで行われたオークション「New Day」において、作品『よしっ(ち)!!』が15万2500ドル（1200万円）で落札された。